# Thomas Bremer (Romanist)
Thomas Bremer (* 5. Dezember 1954 in Essen) ist ein deutscher Romanist.

## Leben
Von 1973 bis 1979 studierte er zunächst Rechtswissenschaft und Sinologie, dann Romanistik, Germanistik und Kunstgeschichte in Gießen, Freiburg und Bologna. Nach der Habilitation 1994 war er von 1994 bis 2020 Professor für Iberoromanistik an der Martin-Luther-Universität Halle-Wittenberg.
Seine Forschungsschwerpunkte sind Literaturen und Kulturen der Karibik und Lateinamerikas, v. a. im 19. und 20. Jahrhundert, Aufklärung und 18. Jahrhundert (v. a. in Frankreich, Spanien, Deutschland), Literatur- und Kulturkontakte, v. a. Deutschland/Frankreich von 1820 bis 1850, italienische Literatur und Kultur vom Risorgimento bis heute und Intellektuellen- und Wissenschaftsgeschichte.

## Schriften (Auswahl)
- Der eigene und der fremde Blick. Selbst- und Fremdwahrnehmung sozialer Prozesse in den lateinamerikanischen Literaturen des 19. und frühen 20. Jahrhunderts im Konfliktfeld europäischer Einflüsse. 1991, OCLC 499945836.
- mit Annette Schiller (Hrsg.): Dialekt und Standardsprache in Italien und Europa. Edeltraud Werner zum 60. Geburtstag. Berlin 2012, ISBN 3-631-63493-5.
- (Hrsg.): Glaubensformen zwischen Volk und Eliten. Frühneuzeitliche Praktiken und Diskurse zwischen Frankreich und dem Heiligen Römischen Reich = Autorités, foi, perceptions. Halle an der Saale 2012, ISBN 978-3-86977-035-2.
- mit Daniel Winkler (Hrsg.): Italienisch-Österreichische Verflechtungen. Tübingen 2020, ISBN 3-95809-713-8.